# Rói Patursson

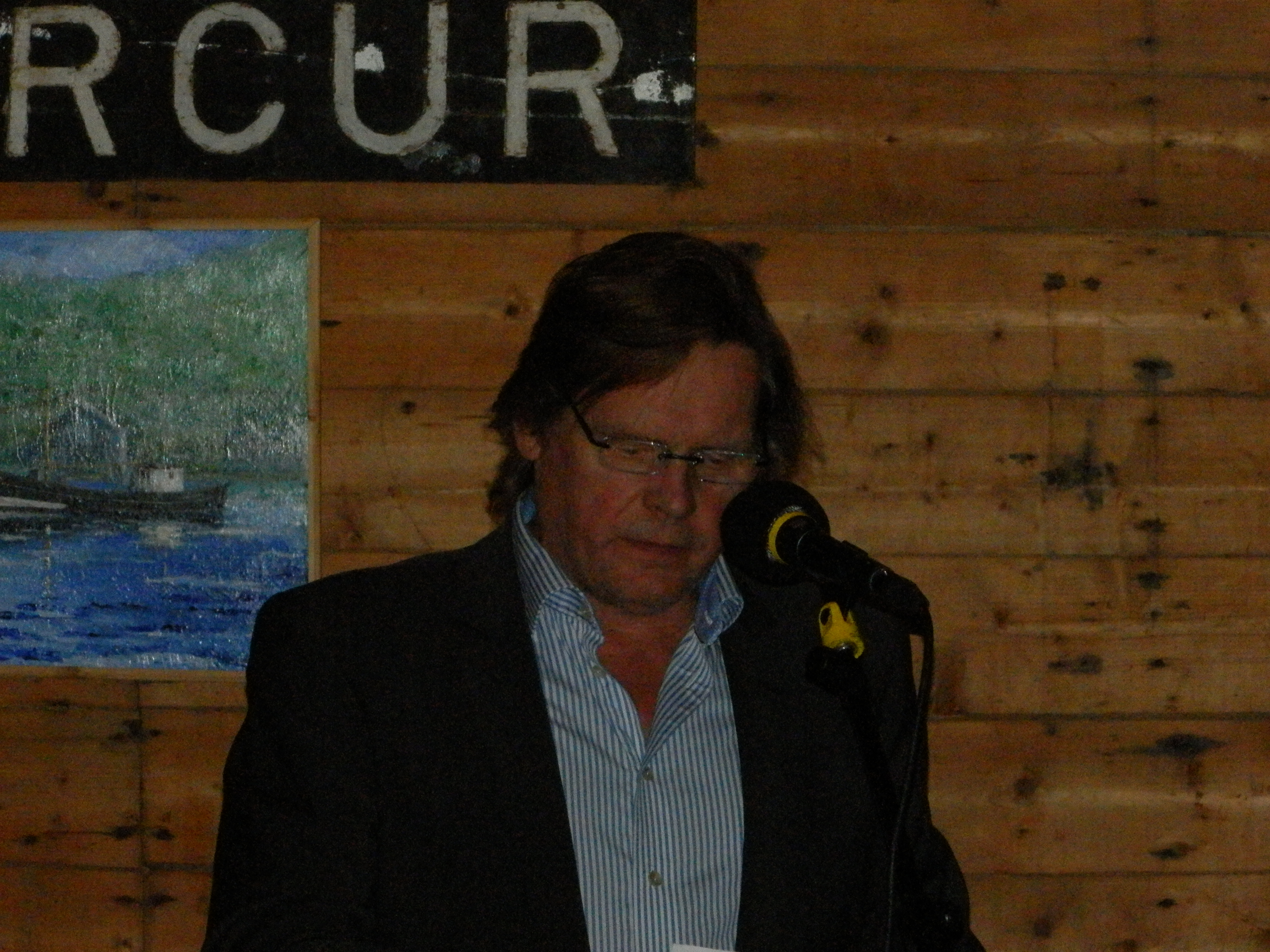
Rói Patursson (2014)

Rói Reynagarð Patursson [ˈrɔujɪ] (* 21. September 1947 in Tórshavn, Färöer) ist ein färöischer Schriftsteller und Philosoph. Gleichzeitig ist er Direktor der Volkshochschule der Färöer.

## Leben
Nach dem Besuch der St. Frants Schule in Tórshavn und der Realschule fuhr Patursson 1964 bis 1965 zur See, danach arbeitete er in verschiedenen Jobs an Land in Tórshavn und Kopenhagen. 1968 unternahm er eine Europareise und besuchte anschließend bis 1969 das Gymnasium in Tórshavn.
Von 1970 bis 1985 lebte Patursson in Kopenhagen. 1973 heiratete er Sólrun Johannessen, mit der er 1974 die Tochter Unn Cecilia bekam. 1976 begann er sein Philosophiestudium an der Universität Kopenhagen, das er 1985 als Magister abschloss. Inzwischen kam 1981 die zweite Tochter Lív Maria zur Welt.
Zurück auf den Färöern 1985 unterrichtete Patursson an der Abendschule und der Universität der Färöer und machte Radiosendungen für das Útvarp Føroya. 1987 nahm er einen Posten als Dozent an der Skrivekunst Akademiet in Bergen an. Seit 1988 leitet Patursson die Volkshochschule der Färöer in Tórshavn.
Rói Paturssons literarisches Werk umfasst Gedichte und Kurzprosa. Für die Gedichtsammlung Líkasum von 1985 erhielt er 1986 den Literaturpreis des Nordischen Rates. Dieser Preis wird nur an einen Autor im Jahr vergeben, und Rói Patursson ist neben William Heinesen der einzige färöische Schriftsteller, der ihn bisher bekam.

## Werke
- 1968 – Yrkingar (erschienen 1969)
- 1976 – á alfaravegi
- 1983 – Spor í sjónum (pláta)
- 1985 – Líkasum
- 1987 – Amariel Norðoy

In Anthologien
- Færøske digte 1900-71, Kopenhagen 1972 (ed. P. M. Pedersen).
- Rocky Shores, Paisley 1981 (ed. G. Johnston).
- Nordic Poetry Festival, New York 1993 (ed. K. Leander / E. Malmsten).
- Färöische Dichtung aus 100 Jahren – von Djurhuus bis Poulsen (ed. Paul Alfred Kleinert, Leipzig 2007).